# Nikola Franković
Nikola Franković, född 9 november 1982 i Rijeka, är en kroatisk vattenpolospelare. Han ingick i Kroatiens landslag vid olympiska sommarspelen 2004.
Franković gjorde tolv mål i vattenpoloturneringen i Aten där Kroatien slutade på en tiondeplats.